# 인광석 전쟁
인광석 전쟁(에스토니아어: Fosforiidisõda)은 1980년대 후반 에스토니아 SSR 동북부 래네비루 주에 대규모 인광석 광산을 개발하는 것을 반대하는 일련의 운동을 이야기한다. 1987년에 이 운동이 최고조에 달하였고, 인광석 광산 개발을 막는 원래 목표를 수행하는 것 이외에도 국가주의 운동을 독려 및 강화하는 데에도 성공하여 1991년 재독립을 이끌어 내는 요소 중 하나가 되었다. 에스토니아에서는 소련 정권의 불안정화와 해체를 이끌어 내는 촉매로 여겨진다.
이 운동은 두 가지의 초점을 가지고 있다. 한 주제는 새로운 광산이 가져오는 대규모 환경 파괴이며, 다른 주제는 새로운 광산에서 일할 노동자를 모집하기 위하여 소련의 다른 공화국에서 에스토니아로 들어오는 이민자 수의 증가이다. 이민자 증가는 에스토니아인의 입장에서 이미 붕괴된 에스토니아의 인구 구조를 더 악화시킬 수 있었다. (에스토니아에서 에스토니아인이 차지하는 비율은 제2차 세계 대전 직후의 97%에서 1989년 61.5%로 감소하였다.)

## 배경 및 초기 개발

에스토니아 북부에 매장된 인광석

에스토니아 북부의 여러 장소에서는 인광석 매장지(후캄브리아기/선오르도비스기 경계면의 사암)가 발견된다. 래네비루 주의 많은 영역에 걸쳐 있는 라크베레 매장지는 유럽에서 가장 큰 인광석 매장지이다. 에스토니아의 인광석 채굴은 1924년 마르두 근처에서 시작하였다. 1940년 대규모 광산이 개업하여, 1991년까지 영업하였던 저급 인광석 비료 공장과 함께 이 지역의 환경 파괴의 원인이 되었다. 현재 에스토니아의 철광석 광산은 경제적으로 이득이 되지 않는다고 판단하여 채굴하지 않고 있다.
모스크바의 소련 연방 정부는 1970년대 초반부터 에스토니아의 인광석 채굴에 관심을 가지고 있었다. 초기 제안은 라크베레 북쪽의 톨세 광산에서 채굴을 시작하는 것이었으나, 1980년대에 더 나은 수익성을 이유로 라크베레 광산으로 계획을 변경하였다. 이 계획은 일반인에게 공개되지 않았으나, 광산 개발 계획에 참가한 에스토니아 과학자들은 처음부터 개발을 반대하였다.

## 주요 사건
인광석 사건은 1987년 2월 25일에 공개되었다. 이 날은 대개 인광석 전쟁의 시작일로 여겨진다. 이 날 에스토니아 ETV 방송국에서는 북부 에스토니아에 광산을 개발하려고 하는 소련의 계획이 공개되었다. 에스토니아 공산당에서는 광산 개발이 에스토니아인에 의해서 이루어져야 한다는 입장을 공개적으로 드러내고 있었으나, 이미 중앙 정부에서는 계획을 확정한 이후였다.
사건이 알려진 후 여러 시위가 열렸고 새로운 광산 개발을 반대하는 청원서가 발표되었다. 광산 개발에 관한 논의는 1987년 봄을 뜨겁게 달구었다. 1987년 4월 타르투 대학교의 학생들은 대학교 본관에서 회의를 거쳤고, 전원 동의로 에스토니아 SSR의 지도층을 비난하였다. 노동절 집회에서 학생들은 인광석 채굴에 반대하는 구호를 외쳤고, 인광석 개발에 반대한다는 말이 적혀 있는 노란 티셔츠를 입고 나왔다. 이 티셔츠는 집회 이후 인기를 끌었다.
5월 8일에는 광산 개발을 풍자하는 만화가 출판되었다. 이 만화에서는 한 농부가 밭을 갈면서 에스토니아 영토 모양으로 된 비료를 캐고 있다. 이후 여러 사건과 반대 의견으로 인하여 1987년 9월 소련 정부에서는 광산 개발 계획을 철회하였다. 인광석 전쟁의 끝은 불분명하지만, 대개 1988년에 전쟁이 끝난 것으로 여겨진다.

## 사건 이후
인광석 전쟁은 에스토니아 독립 운동에 큰 영향을 주었다. 인광석 전쟁은 에스토니아인들을 자극하였고, 집단 행동의 힘이 있음을 보여 주었으며 정권에 대항하는 힘을 길러 주었다. 전체적으로는 에스토니아 SSR 정권의 붕괴를 이끌어 냈다.